# 坂祝駅
坂祝駅（さかほぎえき）は、岐阜県加茂郡坂祝町取組にある、東海旅客鉄道（JR東海）高山本線の駅である。難読駅の一つ。駅番号はCG06。

## 歴史
- 1921年（大正10年）11月12日：高山線（1934年に高山本線へ改称）各務ヶ原駅 - 美濃太田駅間開通時に開業。旅客・貨物営業を開始[2]。
- 1973年（昭和48年）4月20日：専用線発着を除く貨物の取り扱いを廃止[2]。
- 1984年（昭和59年）2月1日：荷物の取り扱いを廃止[2]。
- 1987年（昭和62年）4月1日：国鉄分割民営化に伴い、JR東海・日本貨物鉄道（JR貨物）の駅となる[2]。
- 2002年（平成14年）3月：本巣駅（住友大阪セメント岐阜工場）から当駅（電気化学工業坂祝サービスステーション）へのセメント輸送廃止。
- 2004年（平成16年）4月1日：無人駅化。
- 2007年（平成19年）
  - 3月17日：貨物列車の最終運行日[3]。
    - 末期は週に数回東藤原駅からのセメント輸送臨時専用貨物列車が運行されていたが、この日の運転をもって廃止された。当日に限り、牽引機のDD51形847号機にヘッドマークが取り付けられた。

  - 4月1日：JR貨物の駅が廃止され、貨物の取り扱いが終了。
- 2010年（平成22年）
  - 3月12日：駅舎に乗用車が突っ込む事故が発生。けが人等はなかった。
  - 3月13日：ICカード「TOICA」の利用が可能となる[4]。
- 2024年（令和6年）9月7日：開業時からの駅舎が閉鎖。仮出入口の供用開始。

## 駅構造

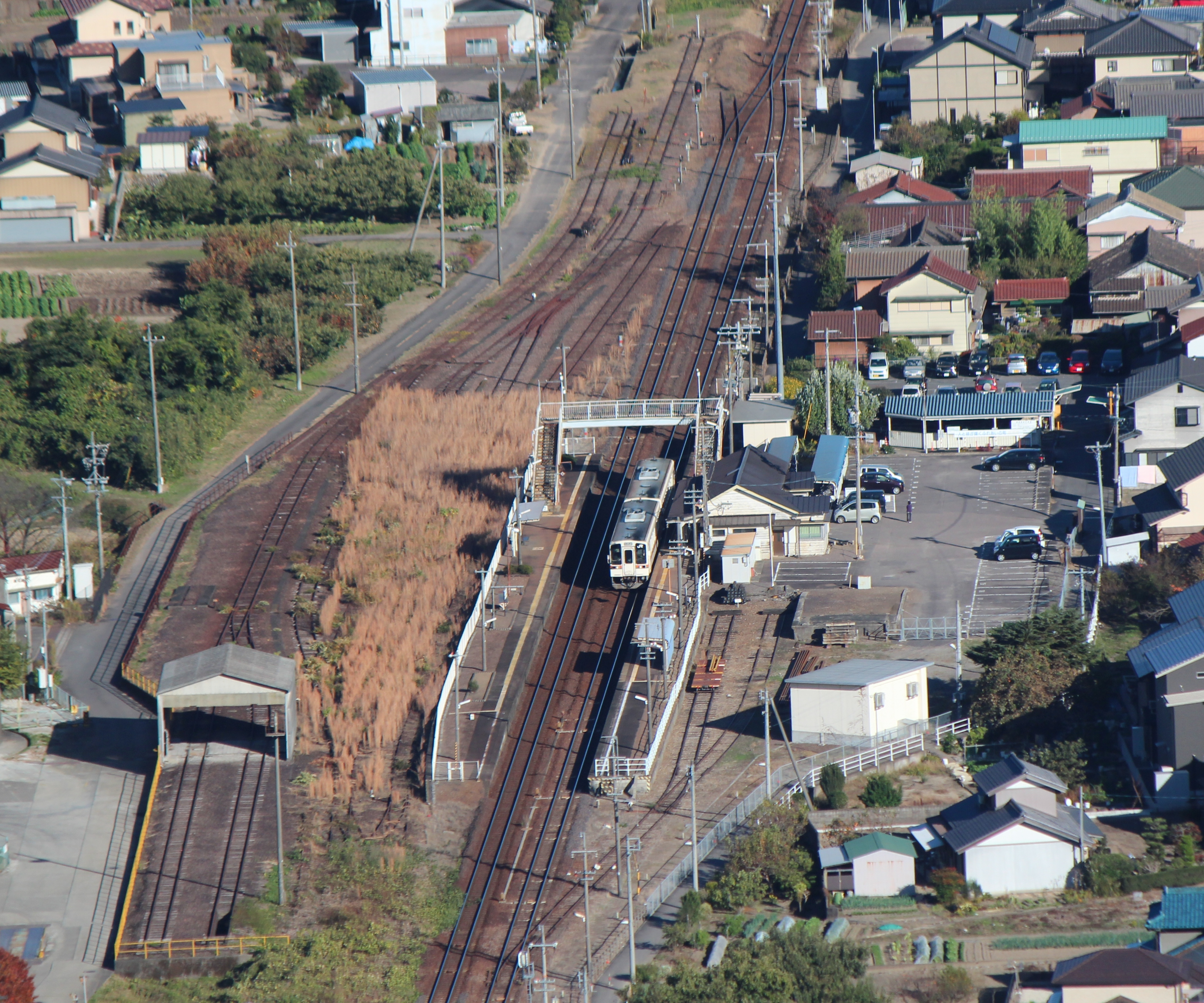
駅全景

相対式ホーム2面2線を有する地上駅。線路・ホームは東西に伸びており、南側のホームは上り列車が使用する1番線（上り本線）、北側のホームは下り列車が使用する2番線（下り本線）である。下り本線側（北側）のホームへの移動手段として、屋根のない跨線橋が設置されている。貨物取扱駅であった名残で、下り本線の北側には側線が4線引かれている。
駅舎は2026年春の完成に向けて建替工事中である。1921年（大正10年）に建てられた旧駅舎は木造駅舎であったが、2024年（令和6年）12月に解体された。建て替え後はJR東海管内で初めてとなる郵便局と一体型の駅になる。美濃太田駅管理の無人駅であったが、新駅舎建設と所有は日本郵便が担うこととなった。新駅舎開業後も郵便局職員は駅業務を行わず、坂祝駅は無人駅の扱いのままとなる。なお、旧駅舎の駅名表示板は坂祝町が譲り受け、地元の郷土資料館に展示されている。
かつてはJR貨物が駅業務を受託する業務委託駅であり、JR全線きっぷうりばも開設されていた。しかし、鵜沼駅からの名鉄電車（犬山方面）の乗車券は発売されていなかった。
高山本線の北側には駅側から西側へデンカ坂祝サービスステーション、太平洋セメント（旧・日本セメント）坂祝サービステーション、太平洋セメント（旧・小野田セメント）美濃サービスステーションが並んでいる。各施設へ側線から専用線が分岐し、専用線上に貨車からセメントを降ろすための荷役設備がある。しかし2007年3月に美濃サービスステーションのものを最後にすべて使用されなくなった。また、駅東側の小西砕石工業所へ至る専用線もあった。

### のりば
| 番線 | 路線        | 方向 | 行先               |
| ---- | ----------- | ---- | ------------------ |
| 1    | CG 高山本線 | 上り | 岐阜・名古屋方面   |
| 2    | CG 高山本線 | 下り | 美濃太田・高山方面 |

## 利用状況
「岐阜県統計書」によると、1日平均の乗車人員は以下の通りである。
- 2005年度 - 477人
- 2007年度 - 479人
- 2008年度 - 496人
- 2009年度 - 479人
- 2010年度 - 449人
- 2011年度 - 436人
- 2012年度 - 429人
- 2013年度 - 451人
- 2014年度 - 432人
- 2015年度 - 411人
- 2016年度 - 402人
- 2017年度 - 397人
- 2018年度 - 401人

## 駅周辺
- 坂祝町役場
- 坂祝町立坂祝小学校
- 日本ライン[1]
- 坂祝町コミュニティバス「坂祝駅」停留所

## 隣の駅
東海旅客鉄道（JR東海）
CG 高山本線
鵜沼駅 (CG05) - 坂祝駅 (CG06) - 美濃太田駅 (CG07)